# Perfect Creature
Perfect Creature è un film del 2006 diretto da Glenn Standring.

## Trama
(Edgard)
Da misteriosi esperimenti genetici nasce una nuova razza di Homo sapiens, chiamata la Fratellanza, una specie di vampiri. Questi ultimi hanno vissuto per centinaia di secoli nascondendosi tra gli umani.
Due persone misteriose, parlando della Fratellanza, dicono che li differenzia un gene presente soltanto negli uomini, molto simile a un virus. Questi si rivolgono ad una donna, riferendosi al bambino che porta in grembo come ad un “miracolo”. La donna partorisce, e un uomo, August, dice a un bambino, Silas, che il neonato è suo fratello e lo battezza Edgard. Successivamente l'uomo mostra di essere dotato di denti aguzzi, simbolo evidente della sua appartenenza alla Fratellanza.
Cento anni dopo il mondo si apre a una nuova era. La Fratellanza ha sostituito la chiesa e ha stipulato un accordo con gli umani, secondo il quale i Fratelli devono proteggere l'umanità in cambio del loro sangue, intanto, un nuovo virus, colpisce gli umani, portandoli alla morte. August, capo della Fratellanza, ordina a Silus di trovare e uccidere Edgard, diventato un serial killer di umani. Lilly e il Detective Jonas, due ufficiali di polizia, incaricati di fermarlo, irrompono in un'abitazione arrestando il proprietario per traffico di vaccini per l'influenza. Lilly è particolarmente sensibile alla diffusione di questa influenza letale, visto che sua figlia è morta proprio per questa malattia, lasciando dentro di lei un vuoto incolmabile.
Edgard nel frattempo uccide una giovane donna per le strade di una città, molto simile alle 'town' dell'epoca vittoriana. Lilly, dopo aver interrogato un bambino, scopre che è stato un Fratello a commettere l'assassinio della donna. Di fronte a questa rivelazione Silas si avvicina a Lilly alleandosi con lei, per catturare Edgard. Conoscendo il luogo dove avveranno le sue prossime efferate azioni, Lilly, Silas, Jonas e la squadra di polizia irrompe in una casa, ma non riescono a fermarlo. Lilly viene morsa e sopravvive soltanto grazie al sangue di Silas. Solo quest'ultimo alla fine riesce a catturare Edgard.
Risvegliata, Lilly racconta a Silas la morte di sua figlia e di suo marito a causa dell'influenza. Il fratello, si reca poi da August e viene a conoscenza di un virus che colpisce in un modo ancora più devastante della precedente influenza e che Edgard ne è infetto. Edgard nel frattempo stava lavorando a un progetto che richiedeva la manipolazione genetica di donne in grado di condurre una gravidanza di figli di membri della fraternanza, un modo di far progredire sempre di più la razza. Tuttavia il progetto non va per il verso giusto, molte donne risultano infettate dal virus. Silas parla al fratello, e quest'ultimo gli dice che quando uscirà di prigione non solo ucciderà tutti i Fratelli, ma infetterà tutti gli umani e ucciderà Lilly, perché sa che Silas ne è innamorato.
Edgard scappa dalla prigione il giorno in cui Silas entra a far parte dei più alti gradi della Fratellanza, e infetta tantissime persone, tra cui un'amica di Lilly e Jonas, Stephanie. Lilly viene rapita da Edgard, ma Silas non può far niente per impedirlo. L'infezione diventa di dominio pubblico, viene proclamata la legge marziale e viene instaurata una quarantena. La Fratellanza viene incolpata del tutto e sommersa dal pubblico ludibrio. Di fronte a tutti questi eventi, August ha intenzione di distruggere la zona della quarantena, uccidendo Edgard, Lilly, gli infetti e qualsiasi innocente. Ma Silas non è d'accordo, e, una volta scoperto il nascondiglio di Edgard, decide di affrontare il fratello. Con l'aiuto di Jonas, Silas riesce a fermare il piano della Fratellanza ed Edgard viene ucciso da Lilly. Silas e Lilly si baciano, finalmente felici che tutta quella follia sia apparentemente finita; ma non è affatto così. Silas dice alla ragazza, di andare nell'altra stanza, perché c'è qualcosa per lei. Le viene quindi consegnata una bambina, la prima di una nuova razza, generata dal virus che hanno contratto gli umani. Lilly scappa via insieme alla bambina, la "creatura perfetta".

## Distribuzione
Il film è stato distribuito in Italia a partire dal 4 luglio 2006.